# OLH Spartak Soběslav
OLH Spartak Soběslav (celým názvem: Oddíl ledního hokeje Spartak Soběslav) je český klub ledního hokeje, který sídlí ve městě Soběslav v Jihočeském kraji. Založen byl v roce 1929. Od sezóny 2009/10 působí v Jihočeské krajské lize, čtvrté české nejvyšší soutěži ledního hokeje.
Své domácí zápasy odehrává na zimním stadionu Soběslav.

## Přehled ligové účasti

### Stručný přehled
Zdroj: 
- 1949–1950: Oblastní soutěž – sk. C1 (2. ligová úroveň v Československu)
- 1950–1951: Oblastní soutěž – sk. A (2. ligová úroveň v Československu)
- 1956–1957: Oblastní soutěž – sk. F (3. ligová úroveň v Československu)
- 1957–1958: Oblastní soutěž – sk. A (3. ligová úroveň v Československu)
- 1958–1959: 2. liga – sk. A (2. ligová úroveň v Československu)
- 1959–1960: Oblastní soutěž – sk. A (3. ligová úroveň v Československu)
- 1969–1972: Divize – sk. A (3. ligová úroveň v Československu)
- 1972–1973: Jihočeský krajský přebor (4. ligová úroveň v Československu)
- 1973–1975: Divize – sk. A (4. ligová úroveň v Československu)
- 1975–1977: Divize – sk. B (4. ligová úroveň v Československu)
- 1977–1978: 2. ČNHL – sk. B (3. ligová úroveň v Československu)
- 2000–2009: Jihočeský krajský přebor (4. ligová úroveň v České republice)
- 2009– : Jihočeská krajská liga (4. ligová úroveň v České republice)

### Jednotlivé ročníky
Zdroj: 
Legenda: ZČ - základní část, červené podbarvení - sestup, zelené podbarvení - postup, fialové podbarvení - reorganizace, změna skupiny či soutěže
| Československo (1949 – 1993) |                          |           |           |                                       |                     |
| Sezóny                       | Soutěž                   | Úroveň    | ZČ        | Play-off, nadstavba, sk. o udržení... | Poznámky            |
| 1949/50                      | Oblastní soutěž – sk. C1 | 2. úroveň | 3. místo  |                                       | Změna skupiny       |
| 1950/51                      | Oblastní soutěž – sk. A  | 2. úroveň | 6. místo  |                                       | Reorganizace        |
| ...                          |                          |           |           |                                       |                     |
| 1956/57                      | Oblastní soutěž – sk. F  | 3. úroveň | 2. místo  |                                       | Změna skupiny       |
| 1957/58                      | Oblastní soutěž – sk. A  | 3. úroveň | 1. místo  |                                       | Postup              |
| 1958/59                      | 2. liga – sk. A          | 2. úroveň | 11. místo |                                       | Sestup              |
| 1959/60                      | Oblastní soutěž – sk. A  | 3. úroveň | 4. místo  |                                       | Reorganizace        |
| ...                          |                          |           |           |                                       |                     |
| 1969/70                      | Divize – sk. A           | 3. úroveň | 7. místo  |                                       |                     |
| 1970/71                      | Divize – sk. A           | 3. úroveň | 6. místo  |                                       |                     |
| 1971/72                      | Divize – sk. A           | 3. úroveň | 8. místo  |                                       | Sestup              |
| 1972/73                      | Jihočeský krajský přebor | 4. úroveň | 1. místo  |                                       | Reorganizace        |
| 1973/74                      | Divize – sk. A           | 4. úroveň | 4. místo  |                                       |                     |
| 1974/75                      | Divize – sk. A           | 4. úroveň | 5. místo  |                                       | Změna skupiny       |
| 1975/76                      | Divize – sk. B           | 4. úroveň | 3. místo  |                                       |                     |
| 1976/77                      | Divize – sk. B           | 4. úroveň | 1. místo  |                                       | Postup              |
| 1977/78                      | 2. ČNHL – sk. B          | 3. úroveň | 10. místo |                                       | Sestup              |
| ...                          |                          |           |           |                                       |                     |
| Česko (1993 – )              |                          |           |           |                                       |                     |
| Sezóny                       | Soutěž                   | Úroveň    | ZČ        | Play-off, nadstavba, sk. o udržení... | Poznámky            |
| ...                          |                          |           |           |                                       |                     |
| 2000/01                      | Jihočeský krajský přebor | 4. úroveň | 9. místo  | Ne                                    |                     |
| 2001/02                      | Jihočeský krajský přebor | 4. úroveň | ?. místo  |                                       |                     |
| 2002/03                      | Jihočeský krajský přebor | 4. úroveň | ?. místo  |                                       |                     |
| 2003/04                      | Jihočeský krajský přebor | 4. úroveň | 4. místo  | Vítěz                                 | Baráž               |
| 2004/05                      | Jihočeský krajský přebor | 4. úroveň | 5. místo  | Čtvrtfinále                           |                     |
| 2005/06                      | Jihočeský krajský přebor | 4. úroveň | 2. místo  | Finále                                |                     |
| 2006/07                      | Jihočeský krajský přebor | 4. úroveň | 7. místo  | Čtvrtfinále                           |                     |
| 2007/08                      | Jihočeský krajský přebor | 4. úroveň | 3. místo  | Čtvrtfinále                           |                     |
| 2008/09                      | Jihočeský krajský přebor | 4. úroveň | 4. místo  | Semifinále                            | Změna názvu soutěže |
| 2009/10                      | Jihočeská krajská liga   | 4. úroveň | 6. místo  | Čtvrtfinále                           |                     |
| 2010/11                      | Jihočeská krajská liga   | 4. úroveň | 8. místo  | Semifinále                            |                     |
| 2011/12                      | Jihočeská krajská liga   | 4. úroveň | 11. místo | Ne                                    |                     |
| 2012/13                      | Jihočeská krajská liga   | 4. úroveň | 4. místo  | Čtvrtfinále                           |                     |
| 2013/14                      | Jihočeská krajská liga   | 4. úroveň | 6. místo  | Čtvrtfinále                           |                     |
| 2014/15                      | Jihočeská krajská liga   | 4. úroveň | 10. místo | Ne                                    |                     |
| 2015/16                      | Jihočeská krajská liga   | 4. úroveň | 8. místo  | Čtvrtfinále                           |                     |
| 2016/17                      | Jihočeská krajská liga   | 4. úroveň | 9. místo  | Ne                                    |                     |
| 2017/18                      | Jihočeská krajská liga   | 4. úroveň | 9. místo  | Ne                                    |                     |
| 2018/19                      | Jihočeská krajská liga   | 4. úroveň | 7. místo  | Čtvrtfinále                           |                     |
| 2019/20                      | Jihočeská krajská liga   | 4. úroveň | 5. místo  | Finále                                | Nedohráno           |
| 2020/21                      | Jihočeská krajská liga   | 4. úroveň | –. místo  |                                       | Zrušeno             |
| 2021/22                      | Jihočeská krajská liga   | 4. úroveň | 2. místo  | Finále                                |                     |
| 2022/23                      | Jihočeská krajská liga   | 4. úroveň | 4. místo  | Semifinále                            |                     |
| 2023/24                      | Jihočeská krajská liga   | 4. úroveň | 6. místo  | Semifinále                            |                     |
| 2024/25                      | Jihočeská krajská liga   | 4. úroveň | 7. místo  | Čtvrtfinále                           |                     |